# Leotards

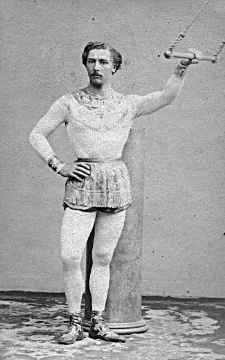
Jules Léotard.

Els Leotards o mitges-pantalons és una indumentària dissenyada i popularitzada al segle xix pel famós acròbata francès Jules Léotard (1838-1870), de qui va prendre el seu nom, per a substituir el vestit de cos senser, molt ajustat sense mànigues, que cobria les cames i la major part del tors per mostrar la musculatura. Aviat va ser adoptat per gimnastes i trapezistes, ja que permetia llibertat de moviments als actes acrobàtics. A més a més i amb unes certes modificacions va ser adoptat pels balletistes com a peça de roba d'abrigar. Com a definició a Espanya i Catalunya és com un mallot gruixut de punt que enfunda totes dues cames i arriba fins a la cintura.

## Accepció americana
Com a traducció directa de la paraula en anglès leotard, denomina tota peça de roba cenyida que s'utilitza per cobrir el tors, amb èmfasi al pit, pubis i natges. Pot ser amb mànigues o sense mànigues, però sempre ha d'estendre's fins a les conjuntures de les cuixes. En aquest sentit és d'idèntic tall que el banyador d'una peça.

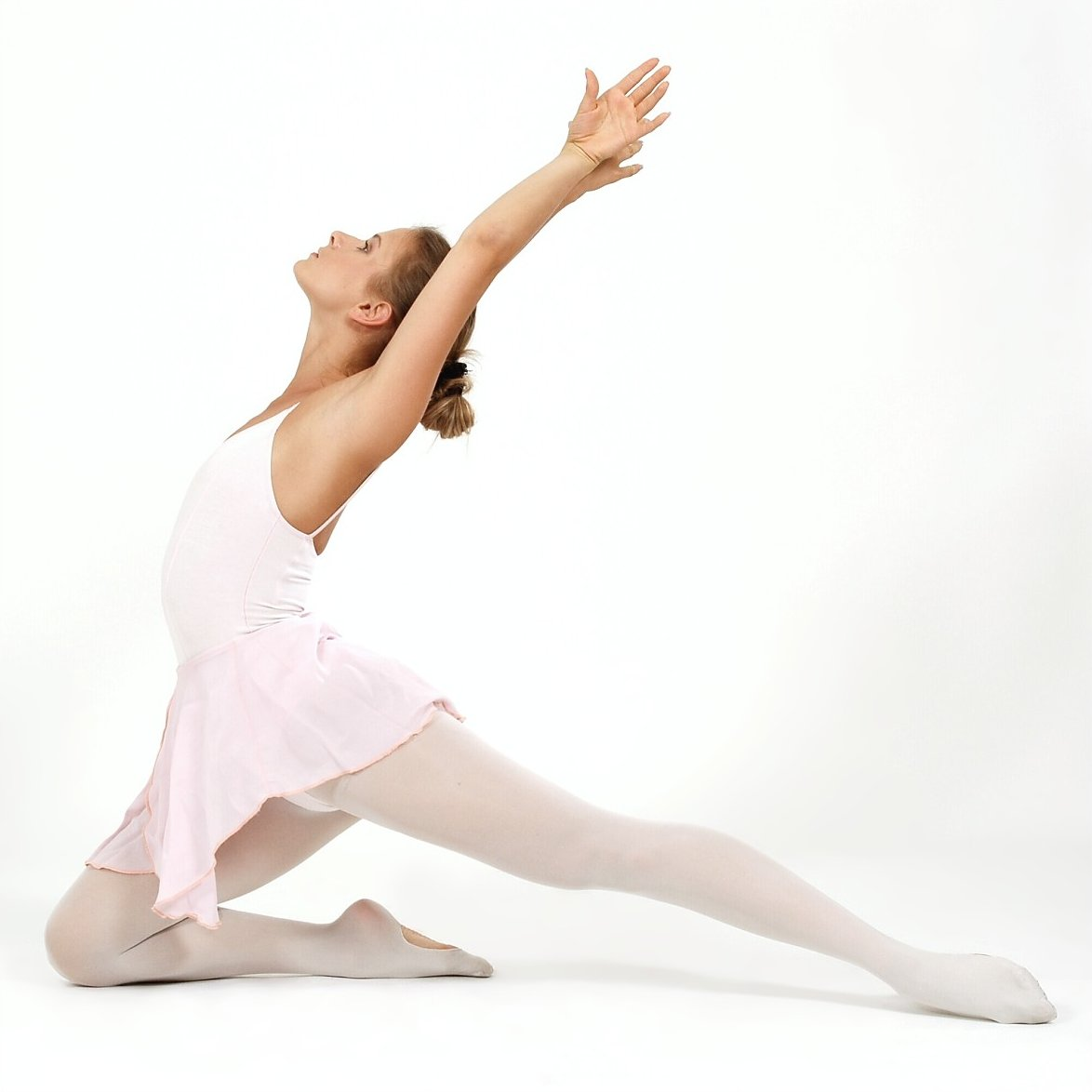
Ballet

És predominantment utilitzat com a peça de roba principal de la vestimenta per al ballet, en general amb malles de niló. Així, els leotards compleixen amb una triple funció d'abrigar el tors, mostrar el contorn de la musculatura corporal i sostenir per pressió a la cintura les malles. Aquestes alhora abriguen les cames i mostren el contorn de la musculatura en les cames.
Els leotards al ballet són en general fabricats amb cotó, niló, o una combinació d'aquests materials. Ve en diferents colors, els quals acostumen a ser establerts pels mestres de ballet per distingir els nivells d'ensenyament. Però el color bàsic dels leotards és el negre.
Durant els anys 1970 i 1980 els leotards van ser extensament utilitzats com a vestimenta per als exercicis aeròbics, sent eventualment desplaçat als anys 90 per pantalons lycrats de tall similar als utilitzats en els uniformes de ciclisme i als 2000 reemplaçat completament pels pantalons dessuadores i els leggings, que són una peça de roba cenyida per cobrir les cames feta a base de spandex i denim que tenen l'aparença dels vaquers. També és utilitzat com a peça de robaesportiva per a dones ciclistes i atletes en competicions.